# E-Klub
Az E-Klub először egy neves egyetemi klub, később egy magyarországi diszkó volt. A fővárosi poptörténeti tanösvény egyik emlékpontja. A másik legismertebb budapesti diszkóval, a Bank Dance Hall-lal együtt országszerte ismert volt, s az 1990-es évek végétől a 2000-es évek végéig uralták a budapesti diszkó-életet. Nagyban hozzájárultak a minőségre és a magasabb árszínvonalra nagyobb hangsúlyt helyező klubok 2000-es évek végi elterjedéséhez: Dokk, Coronita, White Angel, Studio, Moulin Rouge.

## Története

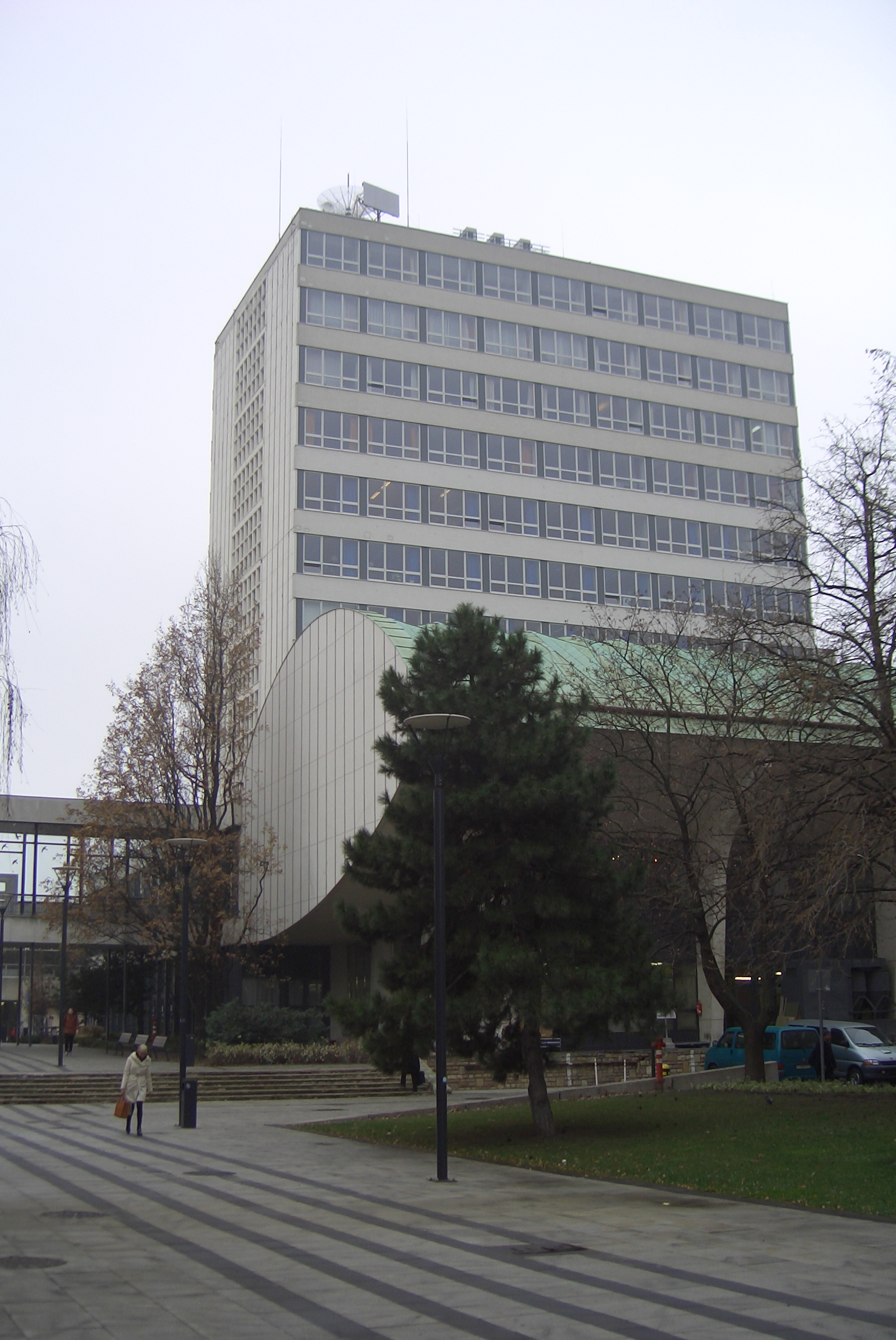
A BME E épülete

1968-ban indult el Kelet-Közép-Európa első egyetemi klubja, a Budapesti Műszaki és Gazdaságtudományi Egyetem (akkori neve: Budapesti Műszaki Egyetem – röviden BME vagy „Műegyetem”) „E” épületében (XI. kerület, Egry József utca). Az 1970-es években az első emeleti főszínpadon neves hazai rockegyüttesek adtak koncertet, többek között az Omega, a Bergendy-együttes, az Atlas, a Generál, az Illés-együttes, a Sakál-Vokál, a Mini vagy a Benkó Dixieland Band. Pezsgő klubélet folyt, egyike volt a legismertebb szórakozóhelyeknek, a főműsor zárása után a földszinti bárban minőségi tánczenekarok adtak zenét. 
Az 1980-as években szórakozóhely-jellege mellett több egyetemi oktató, például Czine Mihály tartotta itt azokban a témakörökben előadásait, amelyek nem voltak kívánatosak az ELTE falai között. Híressé vált magyarságtörténeti (Pap Gábor) és irodalomtörténeti előadás-sorozata, valamint a két világháború közötti évekből a dokumentumfilm-klubja, amelyek számos bölcsészkari oktató szemináriumának is részét képezték.
Az 1990-es évek elején az egyetem rektorának intézkedéseként a Petőfi híd budai hídfőjétől átköltözik a szórakozóhely a Népligetbe, az egykori Jurta Színház épületébe. Ekkor különféle rendezvények szervezése (Síbörze, I. Tattoo Expo, Téli Motorostalálkozó, SZESZ Fesztivál, Rockvoks Díjátadó és Gála, Marlboro Music Rock-In Tehetségkutató, Music Expo Hangszerkiállítás és Vásár) és külföldi előadók koncertjének (Chumbawamba, Tiamat, Kip Winger, H-Blockx, Savatage, Moonspell, Nightwish, The Gathering, GBH, New Model Army, Iron Maiden, HammerFall, Psychotic Waltz) szervezésével is foglalkozott.
Az E-Klubnál 1996-ban történt lövöldözés egy halálos és egy életveszélyes sebesüléssel végződött. A vád szerint a rendezőktől két nappal korábban elszenvedett sérelemért akartak "elégtételt" venni a vádlottak. A 18-20 éves, baseballütőkkel és pisztolyokkal felfegyverkezett fiatalok 1996. március 16-án este négy autóval érkezett az E-Klubhoz. Szóváltást követően egy ütés viszonzásául Hámori Attila elsőrendű vádlott egy-másfél méterről meglőtte A. Ottót a tüdején, aki csak a gyors orvosi beavatkozásnak köszönhette az életét. Ezt követően a támadók golyózáport zúdítottak a klub rendezőire, melynek következtében halálos lövés érte V. Istvánt és még egy személy könnyebben megsebesült. V. István gyilkosa ismeretlen maradt. Összesen hat személy ellen emeltek vádat. Közülük az egy évvel korábbi Aranykéz utcai robbantás áldozatává vált Boros Tamás ügyében megszüntették az eljárást.
1998 augusztusában átalakították a klubot; a rock stílusról áttértek a diszkó műfajra. 2005 augusztusában újabb jelentős belső átalakítások, megújult a hang-és fénytechnika, illetve belsőépítészeti átalakítások is történetek.
Az Óbudai-sziget déli részén az hajdani Óbudai Hajógyár épületeiben Vizoviczki László által 2013-ig üzemeltetett új hullámos szórakozóhelyek idővel elszívták a fizetőképes vendégeket. Emiatt az E-klub 2008 nyarán végleg bezárt. Napjainkban rendezvény helyszínként működik. Az E-klub végül 2008. július 17-én fejezte be a működését.

## Rezidens dj-k
- Nagyteremben: DJ Spigiboy, Spy the Ghost, Dj. Balage és Bóli vs Pollák (club)
- Kisteremben: Dj. Öcsi és Dj. Paplan (1980-as, 1990-es évek slágerei, magyar slágerek, r’n’b)